# زردة ملك
زردة ملك هي قرية في مقاطعة ميانة، إيران. عدد سكان هذه القرية هو 112 في سنة 2006.